# Charmes-sur-Rhône
Charmes-sur-Rhône is een gemeente in het Franse departement Ardèche (regio Auvergne-Rhône-Alpes). De plaats maakt deel uit van het arrondissement Privas. Charmes-sur-Rhône telde op 1 januari 2022 3.160 inwoners.

## Geografie
De oppervlakte van Charmes-sur-Rhône bedroeg op 1 januari 2022 5,95 vierkante kilometer; de bevolkingsdichtheid was toen 531,1 inwoners per km². De plaats ligt op de linkeroever van de Rhône.
De onderstaande kaart toont de ligging van Charmes-sur-Rhône met de belangrijkste infrastructuur en aangrenzende gemeenten.

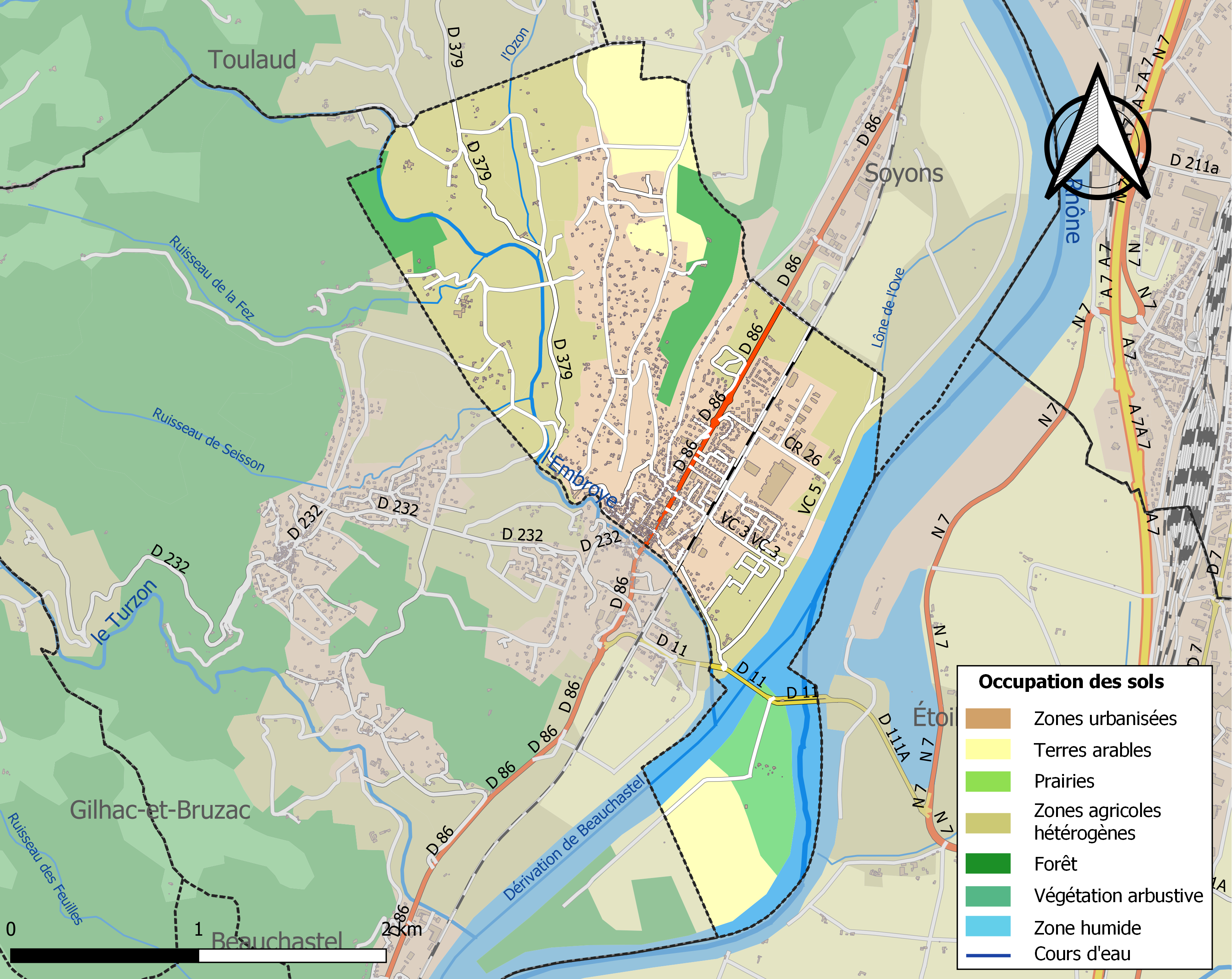

## Demografie
Onderstaande figuur toont het verloop van het inwonertal (bron: INSEE-tellingen).

Vanwege een beveiligingsprobleem met de MediaWiki Graph-software is het momenteel niet mogelijk deze grafiek weer te geven. Zodra de software is bijgewerkt zal de grafiek vanzelf weer zichtbaar worden.